# John Todd
John Todd   (Carnacally, 16 de maig de 1911 - Pasadena, 21 de juny de 2007), conegut per col·legues, amics i familiars com Jack Todd, va ser un matemàtic britànic, emigrat als Estats Units.

## Vida i Obra
Todd va néixer, fill de mestres, en un llogaret del comtat de Down, on va viure fins als deu anys. El 1921, la família es va traslladar a Belfast on va fer els estudis secundaris a l'escola metodista i universitaris a la universitat Queen's, en la qual es va graduar el 1933. Els dos cursos següents va estar a la universitat de Cambridge fent recerca sota la direcció de J.E. Littlewood. A partir de 1933 va ser professor de la universitat Queen's de Belfast, on va treballar amb John G. Semple, i quan aquest es va traslladar al King's College de Londres el 1937, el va cridar per anar a treballar amb ell l'any següent. A Londres va conèixer Olga Taussky, amb qui es va casar el 1938.
El 1939, en esclatar la Segona Guerra Mundial, es va allistar com oficial científic a l'Almirallat Britànic i va ser destinat a Portsmouth amb un projecte de desmagnetització de vaixells per evitar que fossin pols d'atracció de les mines alemanyes. El 1943, va retornar a Londres per a posar en marxa l'oficina de computació de l'Almirallat, juntament amb Donald Sadler. Tot just acabada la guerra, el maig o juny de 1945, va ser enviat a Alemanya, juntament amb Harry Reuter, on van evitar que les tropes marroquines destruïssin l'Institut de Recerca Matemàtica d'Oberwolfach i cremessin els llibres.
El 1946 va impartir per primera vegada una assignatura d'anàlisi numèrica, de la qual no existien llibres de text i va desenvolupar les seves pròpies notes. El 1947 es va traslladar, amb la família, a Los Angeles, en rebre una invitació per incorporar-se a l'Institut Nacional d'Estàndards i Tecnologia amb la finalitat de crear un institut d'anàlisi numèrica. El 1957, tan ell com la seva dona, van deixar l'Institut d'Estàndards, per incorporar-se com professors a Caltech, on van romandre la resta de la seva carrera. Todd va morir a Pasadena l'any 2007.
Todd va ser l'autor de l'influent llibre Survey of Numerical Analysis (1962), que es va convertir en un clàssic de l'anàlisi numèrica durant molts anys, ja que va portar aquesta disciplina des del seu camp original (l'estudi dels algorismes més eficients per solucionar problemes matemàtics) al camp de l'estudi de les operacions amb màquines informàtiques digitals automàtiques d'alta velocitat.